# 賈德耀

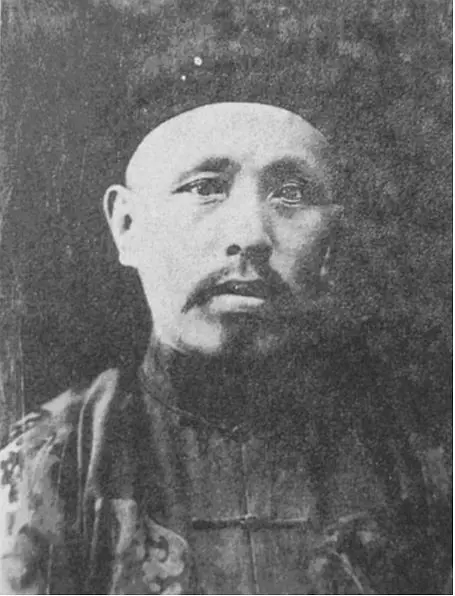

贾德耀（1880年—1941年），字焜庭、昆庭，安徽合肥人，民国政治人物，曾任北洋政府国务总理。

## 生平
贾德耀自保定陆军速成学堂毕业后，赴日本留学，入陸軍士官学校第3期步兵科。归国後，历任北洋第二鎮正参謀官、騎馬二標標統。
1912年（民国元年），贾德耀隶属河南護軍，任团長。1913年（民国2年），任陆军第7師第13旅旅長。民国3年（1914年）9月，改任第15混成旅旅長。1916年（民国5年）1月，被任命为陝南鎮守使。袁世凱死後、賈德耀投入段祺瑞领导的皖系。1919年（民国8年）8月，任保定陸軍軍官学校校長。直皖战争後的1922年（民国11年），任陸軍部軍学司司長。1923年（民国12年）3月，任陸軍軍学編輯局局長。
1924年（民国13年）10月，賈德耀参加了馮玉祥等人发动的北京政变，为段祺瑞重新出山作出了貢献。11月，任陸軍次長，12月被任命为陸軍总長。1926年（民国15年）2月15日，继許世英之後，被任命为国務总理（兼任陸軍总長）。1926年3月16日，日本及欧美八国发出最后通牒，提出拆除大沽口国防设施的要求，并限令48小时内答复。北京民衆在中国国民党及中国共产党领导下，同政府发生衝突，酿成3月18日的三·一八惨案。賈德耀因该惨案而于3月20日提出辞职，未獲准。4月17日直鲁联军进入北京，4月20日賈德耀辞职获准。
此後，賈德耀随段祺瑞下野。1932年（民国21年）6月，賈德耀任国民政府軍事参議院参議。民国24年（1935年）12月，任冀察政務委員会委員。1936年（民国25年）1月，任外交委員会委員，后来升任主任委員。抗日战争爆发後，賈德耀留在日軍占領地区。然而，他拒绝了参加親日政府的邀请。晩年，他迁居上海隐栖。1941年（民国30年），賈德耀在上海病逝。享年62岁。死後，国民政府追赠其陸軍中将、陸軍上将銜。